# Nio EC7
Nio EC7 — среднеразмерный купеобразный электромобиль-кроссовер производства компании NIO, запущенный в производство в июне 2023 года. Является флагманской моделью компании.

## Описание
Nio EC7 является пятиместным кроссовером на базе Nio ES7. Электродвигатель питается от литий-ионного аккумулятора ёмкостью 150 кВт⋅ч, который можно заменять, как и у Nio ES8. Конкурентом модели является Tesla Model X.

## Технические характеристики
Мощность двигателей Nio EC7 составляет 487 кВт (683 л. с.), а до 100 км/ч автомобиль разгоняется за 3,8 секунды. Каждый двигатель питается от литий-ионных аккумуляторов ёмкостью 75, 100 и 150 кВт⋅ч. По циклу CLTC запас хода составляет 490, 635 и 940 км, в зависимости от ёмкости аккумулятора.
Коэффициент лобового сопротивления составляет 0,23 Кд. Автомобиль Nio EC7 оснащён пневматической подвеской, персональным голосовым помощником NOMI AI, кожаной отделкой Nappa и интеллектуальной системой ароматизации.

## Галерея

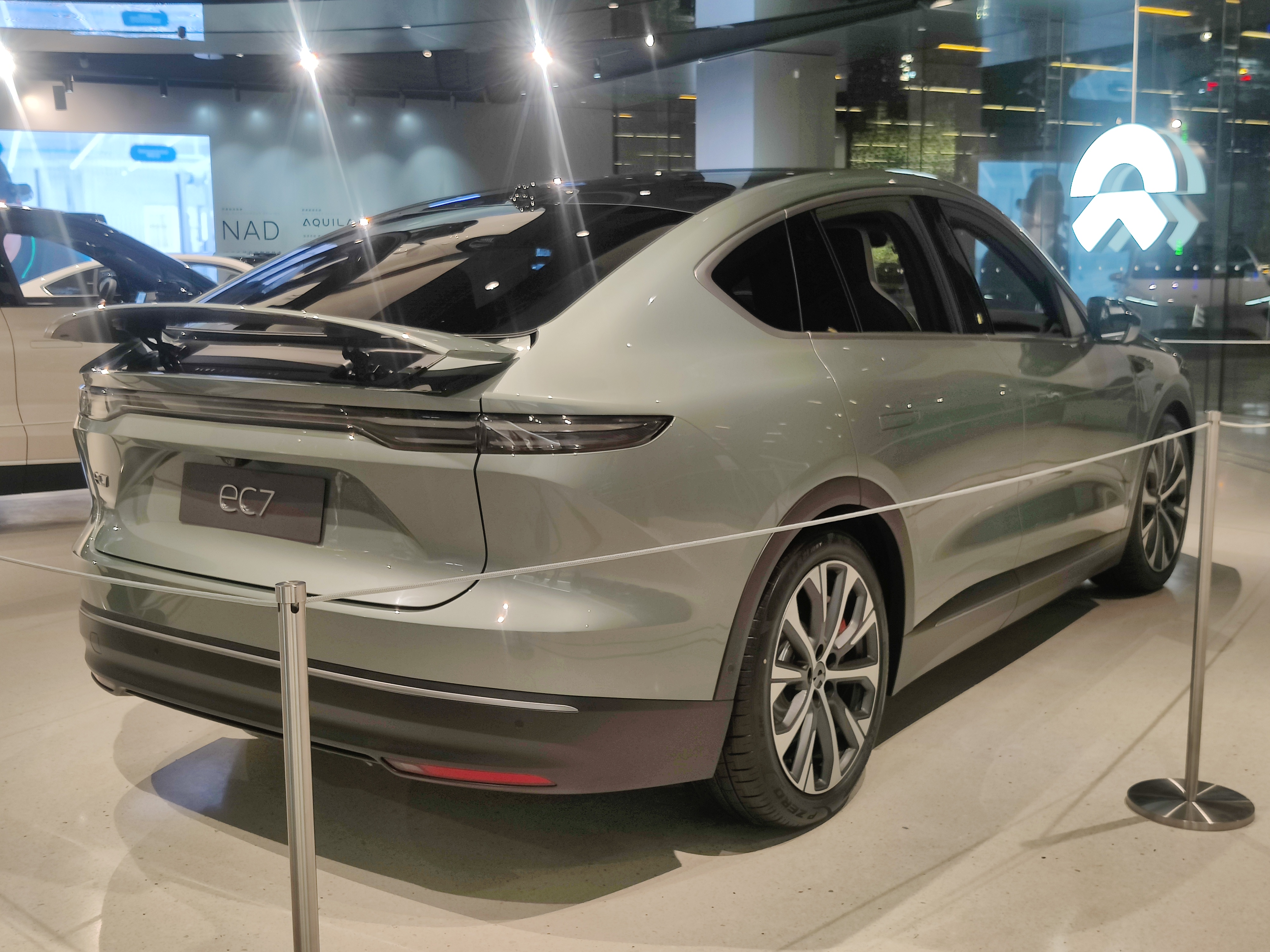
Вид сзади
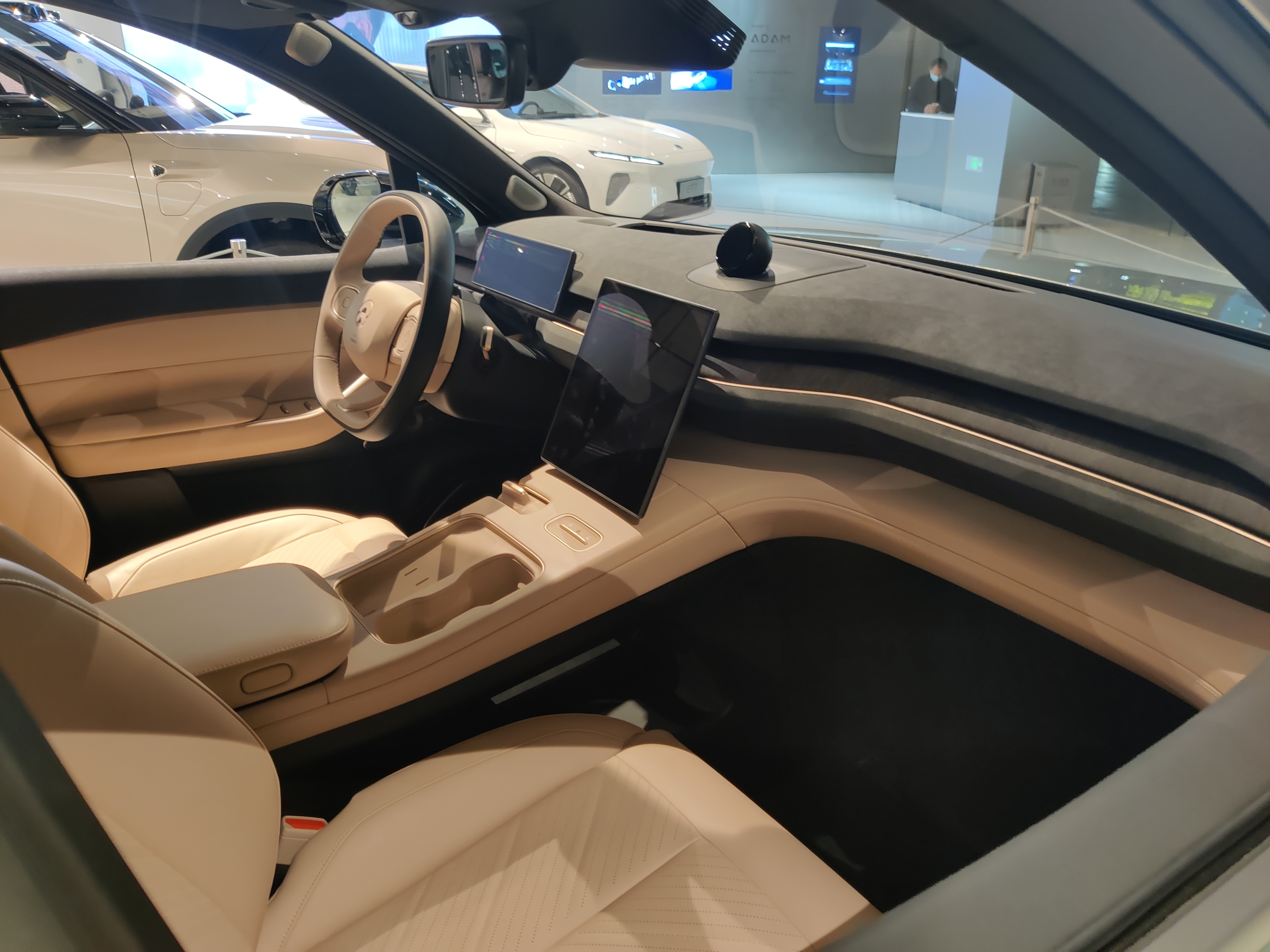
Интерьер